# 숄타섬

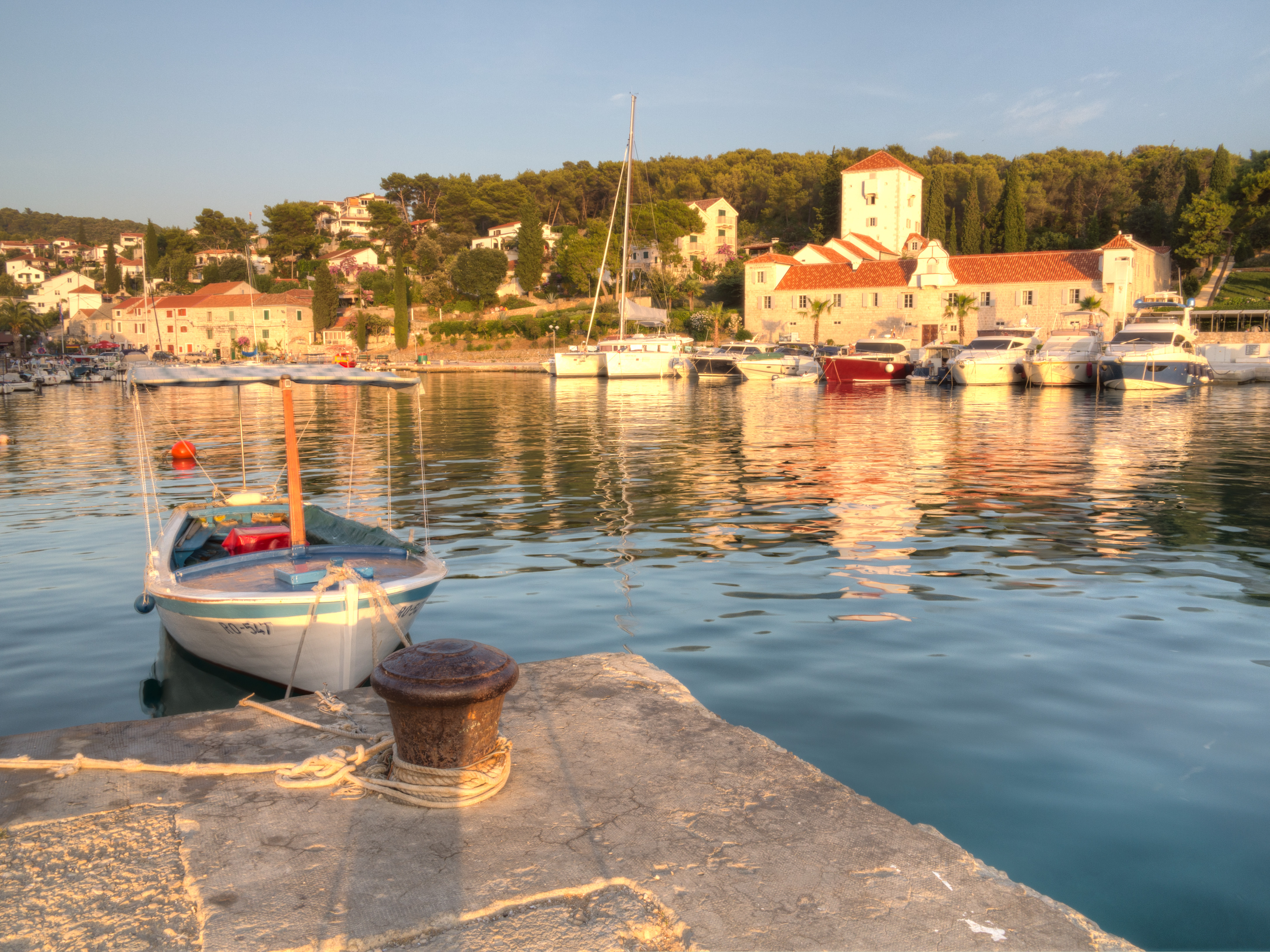
숄타섬

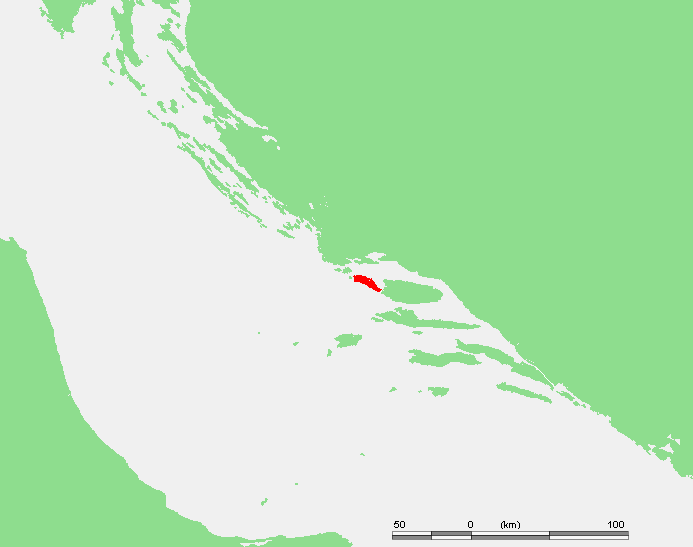
숄타섬의 위치

숄타섬(크로아티아어: Šolta, 이탈리아어: Solta, 라틴어: Solentium)은 아드리아해에 위치한 크로아티아의 섬으로 면적은 58.98km2, 높이는 238m, 인구는 1,700명(2011년 기준), 인구 밀도는 28명/km2이다. 행정 구역상으로는 스플리트달마티아주에 속하며 달마티아 군도의 중부에 위치한다. 브라치섬의 서쪽, 스플리트의 남쪽, 드르베니크말리섬-드르베니크벨리섬의 동쪽에 위치한다.